# Chlorellales
Chlorellales es un orden de algas verdes en la clase Trebouxiophyceae.
Los siguientes géneros poseen una ubicación incierta:
- Ankistrodesmopsis
- Picochlorum